# Stéphane Robert
Stéphane Robert (* 17. května 1980 Montargis, Francie) je současný francouzský profesionální tenista. Ve své dosavadní kariéře vyhrál na okruhu ATP World Tour jeden turnaj ve čtyřhře. Na turnajích typu Challenger zaznamenal 14 finálových vítězství (6× zvítězil ve dvouhře a 8× ve čtyřhře). Jeho nejvyšším umístěním na žebříčku ATP ve dvouhře bylo 61. místo (únor 2010) a ve čtyřhře 99. místo (duben 2014).

## Finálové účasti na turnajích ATP World Tour (2)

### Dvouhra - prohry (1)
| Legenda                                                       |
| ATP International Series Gold / ATP World Tour 500 Series (0) |
| ATP International Series / ATP World Tour 250 Series (1)      |

| Č. | Datum         | Turnaj                              | Povrch | Vítěz           | Výsledek |
| 1. | 7. únor, 2010 | Johannesburg, Jihoafrická republika | tvrdý  | Feliciano López | 7-5, 6-1 |

### Čtyřhra - výhry (1)
| Č. | Datum           | Turnaj               | Povrch | Partner           | Soupeři ve finále            | Výsledek |
| 1. | 27. duben, 2014 | Barcelona, Španělsko | antuka | Jesse Huta Galung | Daniel Nestor Nenad Zimonjić | 6-3, 6-3 |

## Tituly na turnajích ATP Challenger Tour (14)

### Dvouhra (6)
| Č. | Datum            | Turnaj              | Povrch | Soupeř ve finále         | Výsledek            |
| 1. | 14. září, 2003   | Sofie               | antuka | Daniel Elsner            | 6-1, 4-6, 7-6(4)    |
| 2. | 18. září, 2004   | Budapešť            | antuka | Alessio di Mauro         | 6-1, 4-6, 7-5       |
| 3. | 13. červen, 2009 | Košice              | antuka | Jiří Vaněk               | 7-6(5), 7-6(5)      |
| 4. | 13. září, 2009   | Alphen aan den Rijn | antuka | Michael Russell          | 7-6(2), 5-7, 7-6(5) |
| 5. | 20. únor, 2010   | Tanger              | antuka | Oleksandr Dolgopolov Jr. | 7-6(5), 6-4         |
| 6. | 1. květen, 2011  | Ostrava             | antuka | Adam Kellner             | 6-1, 6-3            |

### Čtyřhra (8)
| Č. | Datum              | Turnaj    | Povrch    | Partner                | Soupeři ve finále                     | Výsledek       |
| 1. | 8. srpen, 2004     | Poznań    | antuka    | Adam Chadaj            | Tomáš Cibulec David Škoch             | 3-6, 6-1, 6-2  |
| 2. | 26. listopad, 2005 | Réunion   | tvrdý     | Teimuraz Gabašvili     | Ivan Cerović Petar Popović            | 6-4, 6-3       |
| 3. | 29. leden, 2006    | Wrexham   | tvrdý (h) | Jean-François Bachelot | Colin Fleming Jamie Murray            | 6-4, 7-5       |
| 4. | 5. březen, 2006    | Cherbourg | tvrdý (h) | Jean-François Bachelot | Sanchai Ratiwatana Sonchat Ratiwatana | 7-6(5), 6-3    |
| 5. | 19. březen, 2011   | Le Gosier | tvrdý     | Riccardo Ghedin        | Arnaud Clement Olivier Rochus         | 6-2, 5-7, 10-7 |
| 6. | 30. duben, 2011    | Ostrava   | antuka    | Olivier Charroin       | Andis Juska Alexander Kudryavtsev     | 6-4, 6-3       |
| 7. | 24. červenec, 2011 | Poznań    | antuka    | Olivier Charroin       | Andre Sa Franco Ferreiro              | 6-2, 6-3       |
| 8. | 13. září, 2013     | Sevilla   | antuka    | Alessandro Motti       | Stephan Fransen Wesley Koolhof        | 7-5, 7-5       |

## Postavení na žebříčku ATP na konci sezóny

### Dvouhra
| Rok    | 2001 | 2002   | 2003   | 2004   | 2005   | 2006   | 2007   | 2008   | 2009   |
| Pořadí | 907. | ▲ 340. | ▲ 225. | ▲ 204. | ▼ 539. | ▲ 227. | ▼ 429. | ▲ 366. | ▲ 108. |

### Čtyřhra
| Rok    | 2002 | 2003   | 2004   | 2005   | 2006   | 2007   | 2008   | 2009   |
| Pořadí | 635. | ▲ 384. | ▲ 158. | ▼ 330. | ▲ 191. | ▼ 619. | ▲ 522. | ▲ 270. |